# Calón de Epidauro
Calón, nombre masculino, nacido como Calo, nombre femenino (en griego ὁ Κάλλων y ἡ Καλλώ respectivamente), fue una persona transexual, que probablemente fue sacerdotisa antes del cambio de sexo, y vivió en Epidauro (Grecia) el siglo II a. C. El tratamiento médico que recibió es el primer caso conocido de cirugía de reasignación de sexo. Se conoce su vida gracias al historiador Diodoro Sículo, que la narró en la obra Biblioteca histórica.

## Biografía
Calón nació en Epidauro (Grecia) en la segunda mitad del siglo II a. C. Fue considerado niña al nacer, y es descrito por Diodoro como una huérfana que fue obligada a casarse al llegar a la edad adecuada, y que vivió con su marido durante dos años. Laura Pfunter cree que se trató de una boda «prepuberal». Diodoro Sículo dice que oyó contar que Calón había sido sacerdotisa antes de casarse.
Aunque se sabe poco de la vida de casado de Calón, Diodoro Sículo informa de que «no era capaz de tener relaciones sexuales como una mujer» y fue obligado a tener «las que son preternaturales o van contra natura». Cuenta que durante su matrimonio le salió un tumor en la ingle prominente y doloroso, pero que ningún médico lo trató. Sin embargo, un boticario se ofreció a tratarlo e hizo una incisión en el tumor; del tumor surgieron las partes pudendas de un hombre, testículos y un pene no perforado». Entonces el boticario procedió a abrir el glande y a hacer una paso para la uretra, usando un catéter de plata para drenar la herida, y luego cosió la herida. El boticario cobró el doble de la cantidad por sus servicios ya que «había recibido a una mujer enferma y la había convertido en un joven sano».
Tras recuperarse, Calón cambió su nombre de nacimiento femenino Calo por el masculino Calón, y empezó a vivir como un hombre. De forma simbólica, se deshizo de sus labores de tejer, que estaban fuertemente asociadas al papel de mujer. Después de su cambio de sexo, Calón fue llevado a juicio ya que había presenciado rituales religiosos que eran exclusivos de las mujeres, antes de hacer su transformación.

## Historiografía
En 2015 se sugirió que la enfermedad de Calón pudo estar causada por un pseudohermafroditismo masculino. La cirugía que se le practicó es el primer caso registrado de este tipo y se diferencia poco de las técnicas modernas. Para Luc Brisson la androginia de Calón, y la de Diofanto de Abas, es un fenómeno natural que se puede resolver con intervención quirúrgica. Shaun Tougher señala que las vidas de Calón y de Diofanto se desenvuelven «en el contexto del oriente helenístico». Katharine T. von Stackelberg escribió que el hermafroditismo era tan común como para que hubera leyes específicas al respecto.